# Lijst van golfbanen in Spanje
Deze Lijst van golfbanen in Spanje is zo volledig mogelijk, en geeft een overzicht van de Spaanse golfclubs en -banen, per regio. De helft van de 342 golfclubs bevinden zich in Andalusië en Catalonië.

## Andalusië
18 holes of meer:
- Alboran Golf, Retamar, Almería
- Alcaidesa Links Golf Course, La Línea, Cádiz, architecten Peter Allis & Clive Clark
- Alhaurin Golf & Club Hipico, Alhaurin El Grande, Málaga, 18 holes + 9 par-3 holes, architect Severiano Ballesteros
- Almenare Hotel- Golf, Sotogrande, Cádiz, 27 holes, architect  Dave Thomas
- Almerimar Golf, El Ejido, Almería
- Aloha Golf Club, Marbella, Málaga, 1975, architect Javier Arana
- Añoreta Golf, Rincon de la Victoria, Málaga, architect José Maria Cañizares
- Antequera Golf, Antequera, Málaga, architect José Maria Cañizares
- Arcos Gardens Golf Club and Country Estate, Arcos de la Frontera, Cádiz
- Los Arqueros Golf, San Pedro de Alcantara, Málaga, architect Severiano Ballesteros
- Atalaya Golf & Country Club (Nieuw), Estepona, Málaga, architecten Bernahrd Limburger en P K Rings
- Atalaya Golf & Country Club (Oud), Estepona, Málaga
- Baviera Golf, Torre del Mar, Málaga, architect José Maria Cañizares
- Bellevista Club de Golf, Huelva
- Benalup Golf, Viejas, Cádiz
- Benamor, Huelva
- Las Brisas, architect Robert Trent Jones
- Cabopino Club de Golf, Marbella, Málaga, 2001, architect Juan Liques
- La Cala Golf & Country Club, Mijas Coasta, Málaga
- Calanova Golf Club in de New Golf Valley bij Málaga, 21ste eeuw
- El Campano Club de Golf, Chiciana, Cádiz
- La Cañada Club de Golf, Guardiaro, Cádiz, architecten Robert Trent Jones (holes 1-9: 1982) en Dave Thomas (holes 10-18: 2001)
- El Candado Club de Golf, Málaga, architect Carlos Fernandez Caleya
- El Chaparral Club de Golf, Mijas Costa, Málaga, architect Pepe Gancedo
- Finca El Cortesin Club de Golf, Casares, Málaga, architect Cabell Robinson
- De Cordoba Club de Campo, Cordoba
- Cortijo Grande Club de Golf, Turre, Almería
- Costa Ballena Club de Golf, Rota, Cádiz
- Costa Esuri Club de Golf, Ayamonte, Huelva
- El Coto Club de Golf, Estepona, Málaga, architect Pedro Moran Montero
- La Dama de Noche Golf, Nueva Andalucia, Marbella, Málaga, architect Enrique Canales
- Dehesa Montenmedio Golf & Country Club, Veler/Barbate, Cádiz
- El Puerto Club de Golf
- Dessert Springs Club de Golf, Almería
- Doña Julia Golf Club, Casares kust, Málaga, architect Antonio Garcia Garrido
- Dunas de Doñana Golf, Matalascañas, Huelva
- La Duquesa Golf, Manilva, Málaga, architect Robert Trent Jones
- El Rompido Golf, Cartaya
- La Envia, Vicar, Almería
- Estepona Golf Club, Estepona, Málaga, 1989, architect Jose Luis Lopez
- Flamingos Golf Club, Benahavís, Málaga, architect Antonio Garcia Garrido
- Granada Club de Golf, Las Gabias, Granada
- Guadalhorce Club de Golf, Campanillas, Málaga, architect Kosti Kuronen (Finland)
- Isla Canela Club de Golf, Ayamonte, Huelva
- Islantilla Golf, Isla Christine, Huelva, 27 holes
- Los Lagos Mijas Golf, Mijas Costa
- Mijas Golf, Fuengerola, Málaga, 36 holes
- Lauro Golf, Málaga, 27 holes, architecten Folco Nordi en Mariano Benitez
- Marbella Club Golf Resort, Benahavís, Málaga
- Marbella Golf & Country Club, Marbella , Málaga
- Marina Mojacar Club de Golf, Mojacar, Almería
- Las Minas Golf, Aznalcazar, Sevilla
- Miraflores Golf, Fuengirola, Málaga
- Monte Mayor Golf Club, Benahavís, Málaga
- Monte Paraiso Golf, Marbella, Málaga
- Montecastillo Resort, Jerez de la Frontera, Cádiz
- Montemedio, Sevilla
- Los Naranjos, Nueva Andalucia, Marbella, Málaga
- Novo Sancti Petri Golf, Chiciana, Cádiz
- Nuevo Portil Golf, Huelva
- Los Olivos Mijas Golf, Mijas Costa, Málaga
- Parador de Málaga Golf Club, Málaga
- El Paraiso Golf, Estepona, Málaga
- Real Club Pineda De Sevilla, Sevilla
- Playa Serena Club de Golf, Roquetas de Mar, Almería
- Pozoblanco Club de Golf, Pozoblanco, Cordoba
- La Quinta Golf & Country Club, Nuevo Andalucia, Marbella, Málaga
- Real Club de Campo de Málaga, Málaga
- Real Club de Golf Sotogrande, Sotogrande, Cádiz, geopend in 1964
- Real Club de Golf Las Brisas, Nuevo Andalucia, Marbella, Málaga
- Real Club de Golf Guadalmina, noord- (architect Falco Nardi) en zuidbaan (architect Javier Arana )
- Real Club de Golf de Sevilla, Montequinto, Sevilla
- Rio Real Golf, Marbella, Málaga
- The San Roque Club, San Roque, Cádiz
- Saniucar, Sevilla
- Santa Clara Golf, Marbella, Málaga
- Santa Maria Golf & Country Club, Marbella, Málaga
- Santana Golf Club, Mijas Costa, Málaga
- Sherry Golf, Sevilla
- Sierra de Segura Club de Golf, La Puerta del Segura, Jaén
- La Siesta Club de Golf, Mijas Costa, Málaga
- El Soto Club de Golf, Málaga
- Valderrama Club de Golf, Sotogrande, Cádiz, geopend in 1975
- Torrequebrada Golf, Málaga
- Valle del Este Golf, Vera, Almería
- Valle Romano Golf, Estepona
- Villa Nueva Golf Resort, Puerta Real, Cádiz
- Vista Hermosa Club de Golf, Puerto Santa Maria, Cádiz
- La Zagaleta Club de Campo, Benahavís, Málaga
- Zaudin Golf Club, Tomares, Sevilla

Minder dan 18 holes:
- Artola Golf, Marbella , Málaga, par-3 baan, architect Jorge Rein
- El Campano Club de Golf, Chiclana, Cádiz
- La Cañada Club de Golf, Guardiaro, Cádiz
- El Candado Club, Málaga
- Greenlife Golf Club, Marbella, Málaga, par-3 baan, architect Pedro Moran Montero
- Los Moriscos Club de Golf, Motril, Granada
- La Noria Golf Club, La Cala de Mijas
- Club de Golf El Soto, Ojèn, Málaga
- Parque de Linares La Garca, Linares, Jaén

## Aragón
18 holes of meer:
- La Penaza Club de Golf, Zaragoza

Minder dan 18 holes:
- Augusta Golf Calatayud, Zaragoza
- Benasque Club, Zaragoza
- De Guara Golf, Arascues-Nueno, Huesca
- Los Lagos Golf, Pinseque, Zaragoza
- Real Aereo Club de Zaragoza, Zaragoza

## Asturië
18 holes of meer:
- La Barganiza Club de Golf, Oviedo
- De Las Caldas Campo Municipal, Oviedo
- Club de Golf La Cuesta de Llanes, Lianes, Asturië
- La Llorea Campo Municipa, Gijón
- Real de Castiello Club de Golf, Gijón

Minder dan 18 holes:
- Campo Municipal El Tragamon Club de Golf Madera III, Gijón
- Cierro Grande Club de Golf, Asturië
- La Fresneda Clug de Golf, Oviedo
- La Morgal Club de Golf, Cayes, Llanera
- La Rasa de Berbes Club de Golf, Berbes, 11 holes
- Villaviciosa Club de Golf, Gijón

## Balearen

### Ibiza
- Ibiza Club de Golf, 18+9 holes

### Mallorca
18 holes of meer:
- Alcanada Golf, Alcúdia
- Andratx Club de Golf, Campo de Mar
- Arabella Golf, Son Quint
- Real Golf Bendinat , Calvià
- Canyamel Golf, Capdepera
- Capdepera Golf, Artà
- Golf Maioris
- Pollensa Golf
- Poniente Club de Golf, Calvià
- Pula Golf Club, Son Servera
- Golf Park Puntiró
- Santa Ponsa Golf, 18+18+9 holes
- Son Antem Golf, Llucmajor,  2 × 18 holes
- Son Gual Golf Club, Palma, 2008
- Son Muntaner Golf, Palma
- Son Termens Golf de Golf, Bunyola
- Son Vida Club de Golf, Palma
- Vall d'Or Club de Golf, Cala d'Or

Minder dan 18 holes:
- Arabella Golf, par 27
- Pollensa Golf, Pollensa
- Rotana Greens, Manacor
- Son Servera Club de Golf, Son Servera

### Menorca
- Son Parc Club de Golf, 18 holes

## Baskenland
18 holes of meer:
- Izki- Golf, Urturi, Álava
- De Larrabea Club de Golf, Legutiano, Álava
- Laukariz Culb de Campo, Bilbao
- Neguri Real Golf Club, Algorta, Bilbao
- Real Sociedad de Golf de Neguri, Algorta, Bilbao
- Real Sociedad de Golf de San Sebastián, Hondarriba, Gipuzkoa

Minder dan 18 holes:
- Real Sociedad de Golf de Zarautz, Zarautz, Gipuzkoa
- Zuia Club de Golf, Álava
- Real Nuevo Club de Golf de San Sebastián Basozabal, Gipuzkoa
- Golbru Golf, Andoain, Gipuzkoa

## Cantabrië (Santander)
18 holes of meer:
- De Nestares Campo de Golf, Reinosa
- Real Golf de Pedreña, Santander, 27 holes
- Santa Marina Campo de Golf, San Vicente de la Barquera

Minder dan 18 holes:
- Abra del Pas Campo de Golf, Santander
- De La Junquera Campo de Golf, Santander
- Matalenas Campo Municipal de Golf, Santander
- Oyambre Campo de Golf, Valdáliga
- Club de Golf Ramon Sota, Marina de Cudeyo, 9 × par3
- Rovacias Campo de Golf, Comillas

## Castilië - La Mancha
18 holes of meer:
- Laguna del Tito Club de Golf, San Clemente, Cuenca
- Mudela Club de Golf, Valdepeñas, Ciudad Real
- Las Pinaillas Club Golf, Albecete, Albacete, langs de rivier Júcar
- La Vereda Club de Golf, Cuenca

Minder dan 18 holes:
- El Bonillo Club Golf, El Bonillo, Albacete
- Cuesta Vlanca Club, Castilië-La Mancha
- Guadalajara Clug de Golf, Cabanillas del Campo, Guadalajara
- Layos Club de Golf, Layos, Toledo
- Media Legua (San Rafael) Club de Golf, Tomelloso, Ciudad Real
- Pablo Hernandez Club de Golf, Fuensalida, Toledo
- Talavera Club de Golf, Talavera, Toledo
- Villar de Olalla Club de Golf, Villar de Olalla, Cuenca

## Castilië en Leon
18 holes of meer:
- El Cueto Leon Club de Golf, San Miguel del Camino (Leon)
- Entrepinos Club de Golf, Simancas (Valladolid)
- El Fresnillo- Naturvila Club de Golf,  Ávila
- De Lerma Club de Golf, Lerma, Burgos
- De Salamanca Campo de Golf, Zarapicos (Salamanca)
- Villamayor Campo de Golf, Villamayor (Salamanca)

Minder dan 18 holes:
- Aldeamayor Club de Golf, Aldeamayor de S. Martin (Valladolid)
- Los Angeles de San Rafael Escuela de Golf, El Espinar, Segovia
- De Bejar Club de Golf, Béjar (Salamanca)
- El Bierzo Club de Golf, Ponferrada (Leon)
- Bocigas Club de Golf, Bocigas (Valladolid)
- Casino Abulense, Ávila
- La Dehesa de Moron Club de Golf, Morón de Almazán (Soria)
- El Espinar Club de Golf, El Espinar, Segovia
- La Galera Club de Golf, Valladolid
- Hierro 3 Club de Golf, León
- Isla Dos Aguas Campo Municipal de Golf, Palencia
- Los MailClub Rustico de Golf, Valladolid
- Navagrulla Club de Golf, San Leonardo de Yague (Soria)
- Navaluenga Campo de Golf, Navaluenga (Ávila)
- Riocerezo Club de Golf, Burgos
- Salas de Los Infantes Club de Golf, Burgos
- El Trio Club de Campo, Real Sitio de San Ildefonso, Segovia, 6 holes
- Valdemazo Club de Golf, Cabezuela, Segovia
- Valdorros Club de Golf, Cuellar, Segovia
- De Vallarrín Campo de Golf, Villarrín de Campos (Zamora)
- Villa de Cuellar Club de Golf, Cuellar, Segovia
- Villarías Club de Golf, Villarías, Burgos
- Villatoro Club de Golf, Villatoro, Burgos
- Golf Candeleda, Candeleda, Ávila

## Catalonië
18 holes of meer:

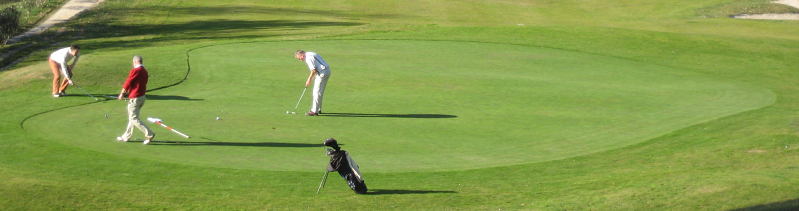
Girona Golf

- Aravell Golf Andorra, Seu d'Urgell (Lleida)
- D' Aro Golf Club Mas Nou, Playa de Aro, Girona
- Bonmont Residencial Club de Golf Terres Noves, Mont-Roig del Camp, Tarragona
- Caldes International Golf Course, Caldes de Montbui, 18 holes en pitch & putt
- PGA Golf de Catalunya, Caldes de Malavella, Girona
- De Cerdana Real Club de Golf, Puigcerdà, Girona
- Costa Brava Club de Golf, Santa Cristina d'Aro, Girona
- Costa Dorada- Tarragona Club de Golf, Tarragona
- Emporda Golf Club, Gualba, 27 holes
- Escola de Golf Handicap I, Sant Vincent de Montalt, pitch & putt
- La Figuerola Resort Pitch & Putt, Hospitalet de l'Infant
- Fontanals de Cerdanya, Fontanals de Cerdanya, Girona
- Franciac Golf Pitch & Putt, Franciac, 27 holes
- Girona Golf, Sant Julià de Ramis, Girona
- Gualta Pitch & Putt, Gualta
- Llavaneras Club de Golf, Sant Andres Llavaneras, Barcelona
- Lloret Papalus Golf, Lloret de Mar, pitch & putt
- Manresa Golf Club, Manresa, pitch & putt
- Mas Pages Club de Golf, Sant Esteve de Guialbes, pitch & putt
- Club de Golf de Barcelona (naamsverandering van Masia Bach Club de Golf), Sant Esteve Sesrovires, Barcelona, 27 holes
- Montanya Golf, El Brull, Barcelona
- Montseny Pitch & Putt, Gualba
- Osona- Muntanya- El Brull Club de Golf, El Brull, Barcelona
- Peralada Club de Golf, Peralada, Girona
- Golf Platja de Pals, Pals, Costa Brava
- Portal del Roc Escola de Golf, Vilanova i la Geltrú, pitch & putt
- PortAventura Golf, Salou, 45 holes
- Real Club de Golf El Prat, Spaans Open in 1971, 1981, 1998, 1999
- Raimat Club de Golf, Raimat, Lleida
- Reus Aiguesverds Club de Golf, Reus, Tarragona
- San Cugat Club de Golf, Sant Cugat des Valles, Barcelona, 21 holes
- Sant Cebria Centre de Golf, Sant Cebria de Vallata, pitch & putt
- Sant Vicenc de Montalt Club de Golf, Montaro
- Serres de Pals Golf, Pals, Costa Brava
- Terramar Club de Golf, Sitges, Barcelona
- Torremirona, Navata, Girona
- Vallromanes Club de Golf, Barcelona
- Vallromanes Pitch & Putt, Vilanova del Vallès
- El Vendrell Centre de Golf, El Vendrell, pitch & putt

Minder dan 18 holes:
- Angel de Lloret Club de Golf, Lloret de Mar, 6 holes
- Badalona Pitch & Putt, Badalona
- Camprodon Club de Golf, Camprodon, Girona
- Can Bosch Club de Golf, Barcelona
- Can Cuyas Club de Golf, Sant Feliu de Llobregat, pitch & putt
- Can Rafael Pitch & Putt, Cervelló
- Carrotxa Golf Pitch & Putt, El Molinet
- Castelltercol Club de Golf, Castellterçol
- La Graiera Club de Golf, Calafell, Tarragona
- La MoClub de Golf, Matadepera, Barcelona
- Montbru Moia Club de Golf, Moià, Barcelona
- Plana de Vic Golf, Barcelona, Catalonië
- Platja d'Aro Golf Pitch & Putt, Santa Cristina d'Aro, Girona
- Port del Comte Club de Golf, Olesa de Montserrat (Lleida)
- Ribera Salada Club de Golf, Solsona (Lleida)
- Roc 3 Pitch & Putt Golf, Santa Coloma de Cervelló
- La Roqueta Golf, Castellgali, Barcelona
- Salardu Golf Pitch & Putt, Salardu
- Sant Jaume Golf Centre, Llorenç del Penedès, pitch & putt
- Sant Joan Golf, Rubí, Barcelona
- Sant Jordi Club de Golf, L'Ametlla de Mar, Tarragona
- Tennis Mora, Sant Andreu de Llavaneres, pitch & putt
- Vilacis Club de Golf, Taradell, Barcelona
- Viladrau Golf Pitch & Putt, Viladrau

## Extremadura
18 holes of meer:
- Golf Del Guadiana, Badajoz
- Norba Club de Golf, Cáceres
- Talayuela Golf, Talayuela, Cáceres

Minder dan 18 holes:
- Don Tello Club de Golf de Merida, Mérida, Badajoz, geopend in 1994, architect Álvaro Arana

## Galicië
18 holes of meer:
- Balneario Mondariz Campo de Golf, Mondariz, Pontevedra
- De la Coruña Club de Golf, La Coruña
- De Meis Golf, Meis, Pontevedra
- Ria de Vigo Club de Golf, Moaña, Pontevedra

Minder dan 18 holes:
- Campomar Club de Golf, Ferrol, La Coruña, 4 holes
- Golpe Club de Golf, La Coruña, pitch & putt
- De Guitiriz Campo de Golf, Guitiriz, Lugo
- Hercules Club de Golf, Arteixo, La Coruña
- De Lugo Club de Golf, Lugo
- Montealegre Club de Golf, Ourense
- De Ourense Club de Golf, Ourense
- Real Aera Club de Santiago, Santiago de Compostela
- Real Aero Club de Vigo, Vigo
- Rio Cabe Club de Golf, Rivas Altas
- La Toja Golf, Pontevedra
- Torre de Hercules Campo Municipal de Golf, La Coruña, 6 holes (pitch & putt)
- Val de Rois Club de Golf, La Coruña

## Madrid (provincie)
18 holes of meer:

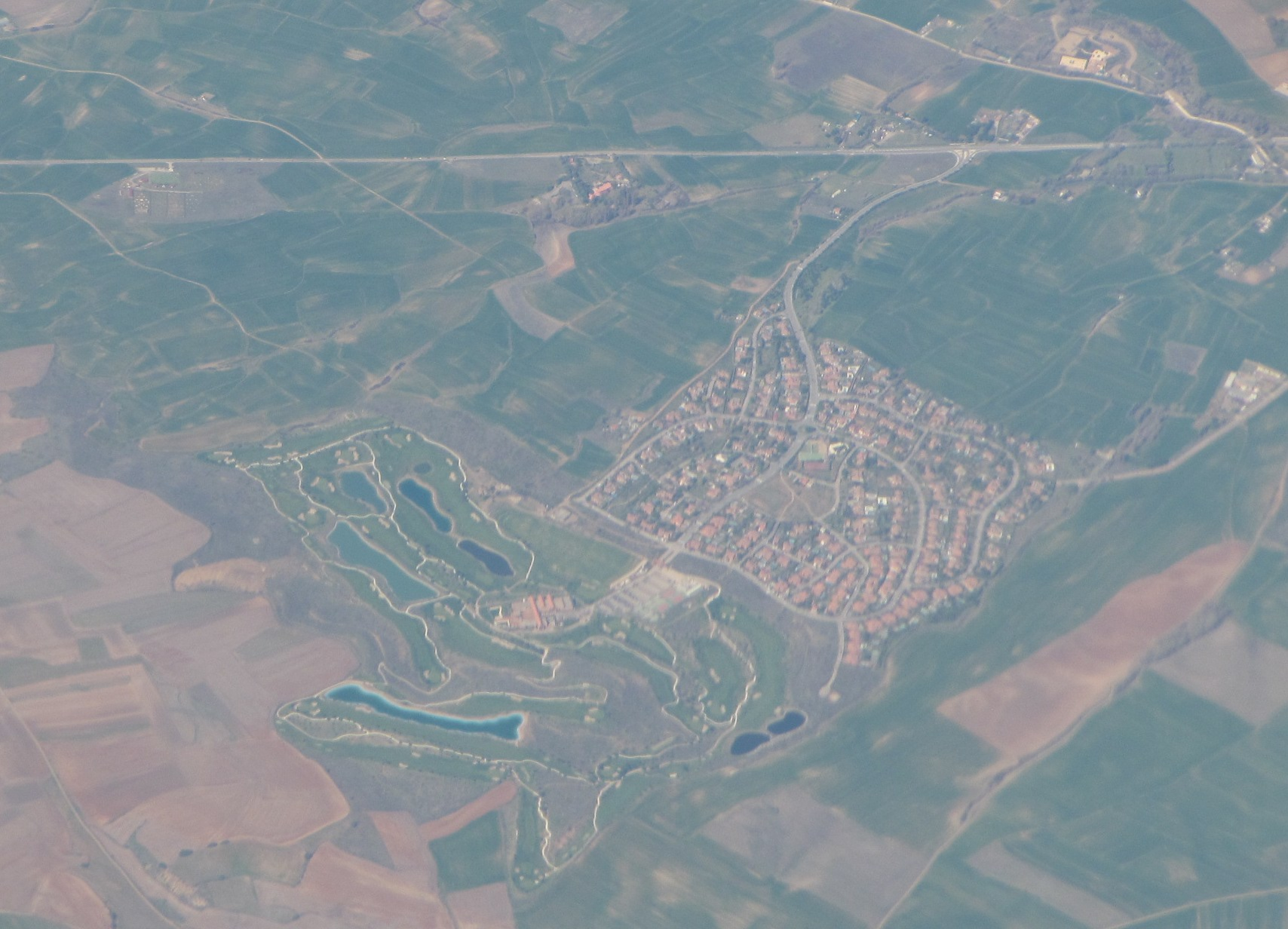
Golfbaan bij Valdeolmos-Alalpardo

- Aranjuez Club de Golf, Aranjuez, Madrid
- Base Aerea de Torrejon Campo de Golf, Torrejón de Ardoz, Madrid
- Casino Club de Golf Retamares, Valdeolmos-Alalpardo, Madrid
- La Dehesa Golf, Villanueva de la Cañada, Madrid
- Real Club de la Puerta de Hierro, Madrid, 36 holes
- La Herreria Club de Golf, S. San Lorenzo del Escorial, Madrid
- Jarama R.A.C.E. Club, San Sebastián de los Reyes, Madrid
- Lomas- Bosque Club de Golf, Villaviciosa de Odón, Madrid
- Nuevo Club de Golf de Madrid, Las Matas, Madrid
- La Moraleja Golf, Alcobendas, Madrid
- Las Rejas Golf Majadahonda Club de Golf, ten W. van Madrid, 1999
- Olivar de la Hinojosa Club de Golf, Madrid
- Real Club de Campo, San Sebastián de los Reyes, Madrid, 36 holes

Minder dan 18 holes:
- Barberan Centro Deportivo, Cuatro Vientos, Madrid
- CDM La Dehesa, Madrid
- Deportes- Golf Scratch S.L. Club de Golf, San Sebastián de los Reyes, Madrid
- Encinar Club de Golf, Villa del Prado, Madrid
- Las Encinas de Boadilla Club, Boadilla del Monte, Madrid
- Palacio del Negralejo, Rivas-Vaciamadrid, Madrid
- De Somosaguas Campo de Golf, Pozuelo de Alarcón, Madrid
- Park Entertainment Golf, Alcobendas, Madrid
- Valdelaguila Club, Alcalá de Henares, Madrid

## Murcia (provincie)
18 holes of meer:
- La Manga Club, Los Belones, Murcia, 3×18 holes, final stage LET Tourschool, architect Dave Thomas
- Altorreal Club de Golf, Molina de Segura, Murcia
- Club de Golf Hacienda del Alamo, Murcia, arch. Dave Thomas
- Club de Golf Mosa Golf Murcia, Baños y Mendigo, Murcia, 27 holes
- Corvera Golf Club, arch. José María Olázabal
- Lumine Golf Club, arch. Greg Norman
- La Peraleja Golf, Sucina
- Roda Golf, Murcia,  arch. Dave Thomas
- La Serena Golf, Los Alcázares
- Sierra Cortina Pitch & Putt, Finestrat
- Torre Pacheco Club de Golf, Torre Pacheco, Murcia
- Veneziola Golf, La Manga

## Navarra
18 holes of meer:
- Berrioplano Pitch & Putt Golf club, Berrioplano
- Gorraiz Club de Golf, Gorraiz
- Ulzama Club de Golf, Guerendiain
- Senioro Zuasti Golf Club, Zuasti, Valle de Iza

Minder dan 18 holes:
- Lizaso Golf Pitch & Putt, Lizaso

## Valencia (regio)
18 holes of meer:
- Alenda Golf Club, Montforte del Cid, Alicante
- Alicante Golf, Playa de San Juan, Alicante
- Alenda Golf Club, Montforte del Cid, Alicante
- Bonalba Club de Golf, Mutxamel, Alicante
- El Bosque Club de Golf, Chiva, Valencia
- Campoamor Real Club de Golf, Orihuela Costa, Alicante
- Escorpion Club de Golf, Betera, Valencia
- Real de Faula Golf Club, Benidorm
- La Finca, Algorfa, Alicante
- La Marquesa Golf & Country Club, Rojales, Alicante
- Del Mediterráneo Club de Campo, Borriol, Castellón
- Oliva Nova Campo de Golf, Oliva, Valencia
- Panoramica Golf & Country Club, Sant Jordi, Castellón
- El Plantio. Alicante
- Las Ramblas Golf, Orihuela Costa, Alicante
- El Saler Campo de Golf, El Saler, Valencia
- La Sella Club de Golf, Denia, Alicante
- Villamartin Club de Golf, Orihuela Costa, Alicante, 36+18 holes

Minder dan 18 holes:
- Costa de Azaher Club de Golf, Grao de Castellón, Castellón
- Don Cayo Club de Golf, Altea la Vieja, Alicante
- Ifach Club de Golf, Benisanó, Alicante
- Javea Club de Golf,  Javea, Alicante
- Manises Club de Golf, Manises, Valencia

## Canarische Eilanden
- Golf del Sur, Tenerife